# 신메이촌 (아이치현)
신메이촌(新明村)은 일본 아이치현 나카시마군에 설치되었던 촌이다. 현재의 이치노미야시의 일부에 해당한다.